# 大埔尾 (香港)
大埔尾是位於香港新界大埔區的一個地方，近白石角，區內建有兩條原居民的村落，分別為大埔尾村（姓李）和樟樹灘村（主要姓丘，另有四家分別是姓文、駱、關、聶）。（按：赤坭坪村、大埔尾村和樟樹灘村合稱樟樹灘約）兩村在全盛時期約有2,000居民，1950年代初，兩村青年陸續出外謀生，主要前往英國，安定後甚至舉家移居海外。近年有部份移民村民回歸，現時兩村居民大約500人左右。

## 歷史
李氏來自五華錫坑（後遷往東莞以至現址新安縣第六都）開基始祖為仕映公與子芳遠。
黃宜坳村第十九卋祖子元公原配孺人李氏係大埔尾村太姑原因是也。
大埔尾村第廿四卋李華進於戰後分支到古洞坑頭村居住及發展；梅英公、梅璋公、梅勝（信）公及幼弟梅興公遷至八鄉水盞田村。